# Ignacio de Osma
Juan Ignacio de Osma y Ramírez de Arellano (Lima, 9 de diciembre de 1822 – Lima, Perú, 10 de agosto de 1893) fue un diplomático y político peruano. Miembro del Partido Civil, fue alcalde de Lima (en 1876 y de 1884 a 1886), presidente de la Cámara de Diputados en 1876 y ministro de Gobierno en 1884. Ejerció también como ministro plenipotenciario en los Estados Unidos, donde promovió la suscripción de un proyecto de Tratado de Alianza y Confederación entre todos los estados hispanoamericanos, para enfrentar mancomunadamente todo tipo de agresiones provenientes de países extranjeros, especialmente de Europa (1856).

## Biografía
Pertenecía a una prestigiada familia limeña de origen colonial. Sus padres fueron Gaspar Antonio de Osma y Tricio, oidor de la Real Audiencia de Lima, y María Josefa Ramírez de Arellano y Baquíjano, sobrina de José Baquíjano y Carrillo de Córdoba, conde de Vistaflorida, precursor ideológico de la independencia del Perú.
Muy joven ingresó al ejército. Ascendido a capitán, fue incorporado a la escolta del general Manuel Ignacio de Vivanco, Supremo Director del Perú (1843-1844). Derrocado dicho régimen, optó por retirarse del servicio y se dedicó a administrar las propiedades agrícolas que poseía su familia.
En 1855 fue uno de los socios fundadores del Club Nacional en Lima y años después asumió como su Presidente durante los periodos 1876-1879 y 1890-1893.
Fue agregado a la legación enviada ante el gobierno de los Estados Unidos que estaba encabezada por su hermano Joaquín José de Osma. Se encargó del consulado, y tras ser retirado su hermano, fue sucesivamente nombrado Encargado de Negocios (1850) y ministro plenipotenciario (1855). Bajo su dirección se firmó el 9 de noviembre de 1856, en la sede de la legación peruana en Washington, un proyecto de alianza y confederación latinoamericana entre el Perú, México, Nueva Granada, Venezuela, El Salvador, Costa Rica y Guatemala, para hacer frente a todo tipo de usurpaciones o invasiones de países extranjeros, es decir, extraños al mundo latinoamericano, como los de Europa. Este Tratado de Alianza y Confederación latinoamericano fue secuela del Tratado Continental que en Santiago de Chile negoció el plenipotenciario peruano Cipriano Coronel Zegarra, el 15 de septiembre del mismo año.
En 1858 fue transferido a Gran Bretaña durante el reinado de la reina Victoria donde permaneció hasta 1862 porque el presidente Ramón Castilla no quiso confiarle el Ministerio de Relaciones Exteriores por ser, según su peculiar juicio, un «hombre de pocos amigos y vano».
De retorno en el Perú, asistió a la asamblea de ciudadanos realizada en casa de José Antonio García y García, donde fue constituido el Partido Civil (24 de mayo de 1871), el mismo que lanzó la candidatura a la presidencia de la República de Manuel Pardo y Lavalle, que resultó triunfante al año siguiente 1872. Osma fue entonces elegido diputado por Lima y presidió su cámara durante la legislatura de 1876. Ese mismo año fue elegido alcalde de Lima, pero sus labores parlamentarias lo obligaron a renunciar, siendo completado su período por el teniente alcalde Manuel Candamo (futuro presidente del Perú). Culminó su período como diputado en 1878.
Tras estallar la guerra con Chile y producirse la ocupación chilena de Lima, Osma se contó entre los vecinos notables que se reunieron en la casa de Mariano Felipe Paz Soldán el 22 de febrero de 1881 y que acordaron constituir un gobierno provisional presidido por Francisco García Calderón Landa.
Pese al ambiente hostil y desolador que se vivía en la capital, tuvo el temple de dirigir la Sociedad de Beneficencia Pública. Y cuando los chilenos evacuaron la ciudad, fue nombrado prefecto del departamento de Lima (1883).
Durante el gobierno del general Miguel Iglesias, fue nombrado Ministro de Gobierno en 1884. Y nuevamente fue elegido alcalde de Lima, cargo que ejerció del 29 de octubre de 1884 a 23 de mayo de 1886, finalizando su mandato cuando fueron restablecidos los Concejos Provinciales por resolución del Consejo de Ministros encargado del Poder Ejecutivo tras la renuncia de Iglesias.

## Descendencia
Se casó el 18 de agosto de 1850 con Carmen Sancho-Dávila y Mendoza, hija de José María Sancho-Dávila y Salazar, II marqués de Casa-Dávila, y María Andrea de Mendoza Sánchez Boquete. De esta unión nacieron tres hijas:
- Ignacia de Osma y Sancho-Dávila, que murió soltera.
- Rosa Julia de Osma y Sancho-Dávila, IV marquesa de Casa-Dávila y cabeza de la línea principal de los Señores de Valero. También murió soltera, en Madrid.
- María de los Dolores de Osma y Sancho-Dávila (1854-1926), que se casó con José Carlos de la Riva-Agüero y Riglos, hijo de José de la Riva Agüero y Looz Corswarem, matrimonio del que nació el célebre pensador y polígrafo José de la Riva Agüero y Osma. Fue marquesa de Montealegre de Aulestia y murió en Roma.